# Hans Ueli Hohl
Hans Ueli Hohl (Walzenhausen, 18 maggio 1929 – Walzenhausen, 6 febbraio 2020) è stato un politico e dirigente d'azienda svizzero.

## Biografia
Figlio di Werner Hohl, Consigliere di Stato, agricoltore e poi titolare di una spezieria, e di Emilie Walser. Dopo un apprendistato di commercio a Walzenhausen, trascorse due anni nella Svizzera francese. In seguito lavorò per la compagnia di assicurazioni Helvetia, prima in Belgio nel 1952, nel Congo belga dal 1953 al 1961, diventandone direttore dal 1958, a San Gallo come procuratore e vicedirettore dal 1961 al 1966, a Parigi come direttore della filiale francese dal 1966 al 1973 e di nuovo a San Gallo come sostituto del direttore dal 1973 al 1980. Fu anche membro consulente della direzione dal 1980 al 1992. Nel 1957 sposò Margrit Anny Schneider, figlia di Alfred Walter Schneider, capo di un'impresa di spedizioni.
Membro del Partito Radicale Democratico, iniziò la sua carriera politica come municipale di Walzenhausen dal 1974 al 1980, poi divenne deputato radicale al Gran Consiglio dal 1975 al 1980, Consigliere di Stato al 1980 dal 1994, svolgendo anche il ruolo di Direttore del Dipartimento delle finanze e delle imposte, e Landamano di Appenzello Esterno dal 1987 al 1990 e poi dal 1993 al 1994. Dal 1980 al 1995 fece parte del consiglio di amministrazione delle Saline svizzere del Reno, diventandone poi vicepresidente dal 1993.